# A Bahama-szigetek az 1988. évi nyári olimpiai játékokon
A Bahama-szigetek a dél-koreai Szöulban megrendezett 1988. évi nyári olimpiai játékok egyik részt vevő nemzete volt. Az országot az olimpián 5 sportágban 16 sportoló képviselte, akik érmet nem szereztek.

## Atlétika
Férfi
| Versenyző       | Versenyszám | Előfutam | Előfutam | Előfutam | Negyeddöntő | Negyeddöntő | Negyeddöntő | Elődöntő | Elődöntő | Elődöntő | Döntő   | Döntő    |
| Versenyző       | Versenyszám | Idő      | Hely.    | Össz.    | Idő         | Hely.       | Össz.       | Idő      | Hely.    | Össz.    | Idő     | Helyezés |
| --------------- | ----------- | -------- | -------- | -------- | ----------- | ----------- | ----------- | -------- | -------- | -------- | ------- | -------- |
| Fabian Whymns   | 100 m       | 10,70    | 4.       | 56.**    | kiesett     | kiesett     | kiesett     | kiesett  | kiesett  | kiesett  | kiesett | kiesett  |
| Derrick Knowles | 110 m gát   | 14,22    | 4.       | 27.      | 14,30       | 6.          | 26.*        | kiesett  | kiesett  | kiesett  | kiesett | kiesett  |

| Versenyző         | Versenyszám   | Selejtező | Selejtező | Döntő    | Döntő    |
| Versenyző         | Versenyszám   | Eredmény  | Helyezés  | Eredmény | Helyezés |
| ----------------- | ------------- | --------- | --------- | -------- | -------- |
| Troy Kemp         | Magasugrás    | 219 cm    | 20.**     | kiesett  | kiesett  |
| Steve Hanna       | Távolugrás    | 754 cm    | 24.       | kiesett  | kiesett  |
| Norbert Elliott   | Hármasugrás   | 16,43 m   | 8.        | 16,19 m  | 10.      |
| Patterson Johnson | Hármasugrás   | 16,03 m   | 20.       | kiesett  | kiesett  |
| Frank Rutherford  | Hármasugrás   | 15,84 m   | 26.       | kiesett  | kiesett  |
| Bradley Cooper    | Diszkoszvetés | 59,74 m   | 16.       | kiesett  | kiesett  |

Női
| Versenyző              | Versenyszám | Előfutam | Előfutam | Előfutam | Negyeddöntő | Negyeddöntő | Negyeddöntő | Elődöntő | Elődöntő | Elődöntő | Döntő   | Döntő    |
| Versenyző              | Versenyszám | Idő      | Hely.    | Össz.    | Idő         | Hely.       | Össz.       | Idő      | Hely.    | Össz.    | Idő     | Helyezés |
| ---------------------- | ----------- | -------- | -------- | -------- | ----------- | ----------- | ----------- | -------- | -------- | -------- | ------- | -------- |
| Pauline Davis-Thompson | 100 m       | 11,20    | 1.       | 11.      | 11,21       | 4.          | 16.         | 11,12    | 6.       | 9.**     | kiesett | kiesett  |
| Pauline Davis-Thompson | 200 m       | 23,08    | 2.       | 12.      | 22,92       | 3.          | 15.         | 22,67    | 7.       | 11.*     | kiesett | kiesett  |

| Versenyző       | Versenyszám   | Selejtező                   | Selejtező | Döntő    | Döntő    |
| Versenyző       | Versenyszám   | Eredmény                    | Helyezés  | Eredmény | Helyezés |
| --------------- | ------------- | --------------------------- | --------- | -------- | -------- |
| Shonel Ferguson | Távolugrás    | 634 cm (holtverseny) 621 cm | 18.       | kiesett  | kiesett  |
| Laverne Eve     | Gerelyhajítás | 60,02 m                     | 16.       | kiesett  | kiesett  |

* - egy másik versenyzővel azonos eredményt ért el

** - két másik versenyzővel azonos eredményt ért el

## Műugrás
Női
| Versenyző    | Versenyszám    | Selejtező | Selejtező | Döntő   | Döntő    |
| Versenyző    | Versenyszám    | Pont      | Helyezés  | Pont    | Helyezés |
| ------------ | -------------- | --------- | --------- | ------- | -------- |
| Lori Roberts | Egyéni műugrás | 292,95    | 27.       | kiesett | kiesett  |

## Ökölvívás
RSC – a mérkőzésvezető megállította a mérkőzést
| Versenyző     | Versenyszám | Selejtező                         | 32-es főtábla                           | Nyolcaddöntő             | Negyeddöntő       | Elődöntő          | Döntő             | Helyezés |
| Versenyző     | Versenyszám | Ellenfél Eredmény                 | Ellenfél Eredmény                       | Ellenfél Eredmény        | Ellenfél Eredmény | Ellenfél Eredmény | Ellenfél Eredmény | Helyezés |
| ------------- | ----------- | --------------------------------- | --------------------------------------- | ------------------------ | ----------------- | ----------------- | ----------------- | -------- |
| Andre Seymour | Pehelysúly  | Orlando Dollente (PHI) · kizárták | Jarmo Eskelinen (FIN) · mérkőzés nélkül | Tomasz Nowak (POL) · 0:5 | kiesett           | kiesett           | kiesett           | 9.       |

## Úszás
Férfi
| Versenyző       | Versenyszám | Előfutam | Előfutam | Előfutam | Döntő   | Döntő   | Döntő   | Helyezés |
| Versenyző       | Versenyszám | Idő      | Hely.    | Össz.    | Típus   | Idő     | Hely.   | Helyezés |
| --------------- | ----------- | -------- | -------- | -------- | ------- | ------- | ------- | -------- |
| Garvin Ferguson | 50 m gyors  | 24,25    | 1.       | 32.      | kiesett | kiesett | kiesett | kiesett  |
| Garvin Ferguson | 100 m gyors | 53,62    | 1.       | 48.      | kiesett | kiesett | kiesett | kiesett  |

## Vitorlázás
Férfi
| Versenyző                    | Versenyszám | Futam | Futam | Futam | Futam | Futam | Futam | Futam   | Pontszám | Helyezés |
| Versenyző                    | Versenyszám | 1     | 2     | 3     | 4     | 5     | 6     | 7       | Pontszám | Helyezés |
| ---------------------------- | ----------- | ----- | ----- | ----- | ----- | ----- | ----- | ------- | -------- | -------- |
| Durward Knowles Steven Kelly | Csillaghajó | 24,0  | 25,0  | 23,0  | 23,0  | 17,0  | 24,0  | (28,0*) | 136,0    | 19.      |

* - nem indult